# Jared Abrahamson
Jared Abrahamson es un actor canadiense. Obtuvo mayor reconocimiento por su rendimiento en la película Hello Destroyer, con la cual consiguió una nominación como mejor actor en los Canadian Screen Awards, además de su desempeño en la serie Travelers de Netflix y Showcase en el rol de Trevor Holden. Ganó el premio Vancouver Film Critics Circle Awards 2016 en la categoría Mejor Actor en una Película Canadiense por Hello Destroyer.
Originario de Flin Flon, Manitoba, estudió actuación en el Vancouver Film School. Ha tenido participaciones en series de televisión como Awkward y Fear the Walking Dead. Fue nombrado como una de las "estrellas en ascenso" del Festival Internacional de Cine de Toronto de 2016, junto a Grace Glowicki, Mylène Mackay y Sophie Nélisse.
En el año 2016 formó parte del elenco principal de la serie Travelers, la cual se renovó para una segunda temporada a estrenarse en 2017.

## Filmografía

### Cine
| Año  | Película                         | Papel          | Notas        |
| ---- | -------------------------------- | -------------- | ------------ |
| 2011 | Finding a Family                 | Alex Chivescu  | Directo a TV |
| 2011 | Possessing Piper Rose            | Dylan Maxwell  | Directo a TV |
| 2012 | Seattle Superstorm               | Wyatt Reynolds | Directo a TV |
| 2012 | The Manzanis                     | Mikey          | Directo a TV |
| 2012 | Diary of a Wimpy Kid 3: Dog Days | Tim Warren     |              |
| 2015 | The Submarine Kid                | Cooper Koll    |              |
| 2016 | Hollow in the Land               | Braydon Miller |              |
| 2016 | Detour                           | Paul           |              |
| 2016 | Texas Heart                      | Roy            |              |
| 2016 | Hello Destroyer                  | Tyson Burr     |              |
| 2017 | Blowtorch                        | Dave Willis    |              |
| 2018 | American Animals                 | Eric Borsuk    |              |

### Televisión
| Año       | Programa              | Papel         | Notas       |
| --------- | --------------------- | ------------- | ----------- |
| 2015      | Fear the Walking Dead | CPL Cole      | 2 episodios |
| 2014-2015 | Awkward               | Pete          | 5 episodios |
| 2016      | Travelers             | Trevor Holden | Principal   |